# Mesosemia ozora
Mesosemia ozora is een vlindersoort uit de familie van de prachtvlinders (Riodinidae), onderfamilie Riodininae.
Mesosemia ozora werd in 1869 beschreven door Hewitson.